# Spider-Man XXX 2: An Axel Braun Parody
Spider-Man XXX 2: An Axel Braun Parody — американский порнографический фильм о супергероях, написанный Акселем Брауном и Брином Прайором и снятый Брауном для Vivid Entertainment. Является продолжением порнопародии 2011 года Spider-Man XXX: A Porn Parody.

## В ролях
- Ксандер Корвус в роли Человека-паука/Питера Паркера
- Дэни Дэниелс в роли Арахны/Джулии Карпентер
- Кейси Калверт в роли Женщины-силач/Джессики Джонс
- Верука Джеймс в роли Саши
- Сара Шевон в роли Бетти Брант
- Лея Фэлкон в роли работающей девушки
- Джованни Франческо в роли Мистерио/Сорвиголовы
- Никки Хантер в роли мадам паутины

## Список сцен
Всего в фильме 5 сцен:
1. Лея Фалькон и 3 парня[3]
2. Кейси Калверт и Ксандер Корвус[4]
3. Сара Шевон и Джованни Франческо[5]
4. Дэни Дэниелс и Ксандер Корвус[6]
5. Дэни Дэниэлс, Ники Хантер и Верука Джеймс[7]

## Отзывы
Дон Хьюстон из Xcritic отметил что продолжение по сравнению с оригиналом более «отсталое».
Сайт Sex.com включил фильм в топ 10 порнопародий 2014 года.

## Награды и номинации
| Год  | Награда          | Категория                       | Номинант                               | Результат | Примечания |
| ---- | ---------------- | ------------------------------- | -------------------------------------- | --------- | ---------- |
| 2014 | NightMoves Award | Лучшая пародия: Супергерой      | Spider-Man XXX 2: An Axel Braun Parody | Победа    | [ 10 ]     |
| 2015 | XRCO Award       | Лучшая пародия: Комикс          | Spider-Man XXX 2: An Axel Braun Parody | Номинация | [ 11 ]     |
| 2015 | AVN Award        | Лучший режиссер – пародия       | Аксель Браун                           | Номинация | [ 12 ]     |
| 2015 | AVN Award        | Лучшая пародия                  | Spider-Man XXX 2: An Axel Braun Parody | Номинация | [ 12 ]     |
| 2015 | AVN Award        | Лучший сценарий – пародия       | Аксель Браун и Марк Логан              | Номинация | [ 12 ]     |
| 2015 | AVN Award        | Лучшие спецэффекты              | Spider-Man XXX 2: An Axel Braun Parody | Номинация | [ 12 ]     |
| 2015 | XBIZ Award       | Лучший актер - пародийный релиз | Ксандер Корвус                         | Номинация | [ 13 ]     |
| 2015 | XBIZ Award       | Лучшие спецэффекты              | Spider-Man XXX 2: An Axel Braun Parody | Номинация | [ 13 ]     |